# 列索戈尔斯基
列索戈尔斯基（羅馬化：Lesogorskiy）是俄罗斯列宁格勒州的市级镇，属维堡区，地处列宁格勒州西北部武奥克萨河畔，位于区行政中心维堡东北方、州府圣彼得堡及加特契纳西北方，靠近俄芬国界。设有同名铁路车站。
旧称亚斯基（Яски/Яаски）、亚斯基斯（Яскис），1948年改为现名。该地2021年人口有3,097人；2010年人口3,273；2002年人口3,004；1989年人口3,744。